# Келдерару (Арджеш)
Келдерару (рум. Căldăraru) — село у повіті Арджеш в Румунії. Входить до складу комуни Келдерару.
Село розташоване на відстані 90 км на захід від Бухареста, 46 км на південь від Пітешть, 91 км на схід від Крайови, 144 км на південь від Брашова.

## Населення
За даними перепису населення 2002 року у селі проживала 1081 особа, усі — румуни. Усі жителі села рідною мовою назвали румунську.